# Piazzolla di Nola
La frazione di Piazzolla di Nola dista 8,5 chilometri dal centro di Nola, ad un'altitudine di 61m. È una frazione di campagna ricca di località e di case sparse insistenti sulle cosiddette masserie vesuviane, in parte divise con i comuni di Saviano, Palma Campania, San Gennaro Vesuviano e Ottaviano. Il patrono è san Francesco d'Assisi. Il patrono della località Cinquevie è Maria Ss. del Rosario.

## Storia
Il nome, secondo Aldolfo Musco, deriva dai "seggi" o "tocchi", luoghi sgombri davanti alle case signorili, che a Napoli furono chiamati "Chiazze"; più probabilmente il nome va collegato al sostantivo "piazza", in origine residenza di vassalli o feudatari. Molto probabilmente, proprio a Piazzolla di Nola ebbe luogo la rivolta di Spartaco (Terza guerra servile), che attraversando l'attuale frazione raggiunse le caverne del Vesuvio, dove si asserragliò. Nei pressi ebbe luogo la battaglia dei Goti di Alarico, nel quinto secolo d.C. La frazione negli ultimi decenni ha avuto un'importante crescita demografica, mantenendo però inalterata la storica vocazione agricola. 

### Camorra
A cavallo tra la metà gli anni Ottanta e Novanta, Piazzolla è stata prima al centro della faida che coinvolse la Nuova Famiglia di Carmine Alfieri - del cui clan, Piazzolla era la roccaforte - e la Nuova Camorra Organizzata (NCO) di Raffaele Cutolo e poi teatro di numerosi altri episodi omicidiari di matrice camorristica. Nonostante gli arresti dei rispettivi maggiori esponenti e la disarticolazione del clan Alfieri, la frazione è stata, negli ultimi decenni, scenario di numerosi omicidi di camorra. Quantunque non sia più considerata una delle zone più a rischio della provincia napoletana (anche grazie agli sforzi congiunti delle realtà sociali presenti nel territorio, in primis la scuola pubblica e la comunità ecclesiale), rimane comunque sotto particolare osservazione.

## Monumenti e luoghi di interesse
Nel territorio della frazione insistono due parrocchie cui fanno capo una serie di cappelle di origine gentilizia: Maria Santissima Immacolata (con le cappelle di Villa Albertini, di San Francesco, dell'Addolorata e del cimitero) e, in località Cinquevie di Selve, Maria Santissima del Rosario (con le cappelle di San Rocco ai Corsi, di Rione Cerchi e di Masseria Ciccotti), patrona della località. 